# New Deal String Band
Pour les articles homonymes, voir New Deal (homonymie).
Le New Deal String Band est un groupe de musique bluegrass, formé à Raleigh, en Caroline du Nord par Frank Greathouse, Gene Knight, Buck Peacock, Leroy Savage, Al McCanless et Bob (Quail) White, qui fut surtout actif pendant les années 1960 et 1970, et que ses membres ont reformé en 2009 pour satisfaire, occasionnellement, les demandes de leurs fans.
Le New Deal String Band est considéré, aujourd'hui, comme un pionnier du genre Newgrass, et des musiciens renommés de la génération suivante, ont reconnu qu'il avait eu une influence importante sur leur démarche artistique. Sam Bush aurait découvert leur bluegrass progressif, mêlé d'influences Rock, alors qu'il assistait à une convention de violoneux, à Union Grove, en Caroline du Nord, en 1970, et s'est en inspirant d'eux qu'il aurait décidé de créer The New Grass Revival en 1972.

## Histoire du groupe
Le New Deal String Band participa aux éditions 1965 et 1966 des festivals de Carlton Haney à Fincastle en Virginie.
Il eut l'occasion de jouer au Fillmore East de Bill Graham, et devint l'hôte fixe du Festival Bluegrass de Fincastle et du Festival de Cat's Cradle à Chapel Hill, en Caroline du Nord. Ses membres eurent même l'honneur, en 1970 de partager la scène avec Bill Monroe.
Le New Deal String Band n'a enregistré qu'un seul album, enregistré en 1969, quand le groupe faisait partie des artistes soutenus Richard Gottehrer, le fondateur de Sire Records. Souvent raillé comme symbole du "Bluegrass à cheveux longs", il se demarquait, dans les années 1960, des autres orchestres de bluegrass par la variété de son répertoire qui comprenait des chansons ou des morceaux de Bob Dylan ("One More Time", par exemple), de Django Reinhardt, des Beatles, des Rolling Stones ("No Expectations", par exemple) et du Grateful Dead, aussi bien que des créations de Bill Monroe et d'autres standards du Bluegrass.
En aout 2009, ses membres originaux l'ont reformé pour participer à l'International Newgrass Festival d'Oakland dans le Kentucky.

## Carrières ultérieures de ses membres
- Frank Greathouse était surtout dans sa jeunesse un musicien de blues. Il a contribué à en introduire les clichés dans la musique bluegrass. Il a notamment été le mandoliniste des albums, qui mêlaient Jazz et Bluegrass que Tony Trischka réalisa dans les années 1970[5].
Après la séparation du  New Deal String Band, il a surtout joué dans des groupes de rhythm and blues en Caroline du Nord dont « Count Flambeaux and the Lunatones », « No Count », « Six and 7/8 », « Big Slinky » et « World of Trouble ».
Il possède et tient, depuis  1999, avec Phyllis Hincher, une boutique de vente et de réparation d'instruments de musique à Punta Gorda en Floride, et se produit avec Paul LaRonde, dans un duo acoustique nommé « Screamin’ & Cryin’ »[6].
- Gene Knight a changé de métier et a fait carrière dans la Marine Américaine, puis et s'est installé à Marshville en Caroline du Nord. Il a continué la musique en amateur avec des amis, ou à l'époque où il était en poste à Washington, à paraître sur scène avec Cliff Waldron & the New Shades of Grass[7]. Et depuis, quand l'occasion s'en présentait, aux côtés de Leroy Savage[1]. 
Ensemble, ils ont publié en aout 2010, sous l'enseigne d'un groupe nommé Sidetrack, du nom d'un café de Raleigh célèbre à l'époque des hippies, un album titré "Rowdy to Reverent" et enregistré avec Joe Newberry et Bobb Head de Big Medicine, Mike Aldridge de Bluegrass Experience, et Dewey Brown, le violoneux des Clinch Mountain Boys de Ralph Stanley[7].
- Bob (Quail) White a fait partie, avec Eddie Adcock, A.L. Wood, Wendy Thatcher et Jimmy Gaudreau de l'équipe fondatrice de II Generation[8].

## Discographie
Le New Deal String Band a publié l'album suivant :